# Simon Pimenta
Simon Ignatius Pimenta (Marol, Bombay, 1 de marzo de 1920 - 19 de julio de 2013) fue un sacerdote y arzobispo indio, que en su último cargo se desempeñó como Cardenal-Arzobispo emérito de Bombay.

## Biografía

### Formación
Realizó sus estudios de filosofía y teología en el seminario de Bombay, St. Pius College, y obtuvo un bachillerato en pedagogía y matemáticas en la Universidad Estatal.

### Sacerdocio
Fue ordenado sacerdote el 21 de diciembre de 1949. 
En 1954 se doctoró en Derecho Canónico en la Pontificia Universidad Urbaniana de Roma. A su regreso a Bombay, trabajó como coadjutor, secretario del cardenal Valerian Gracias, vicecanciller y defensor del vínculo. 
De 1959 a 1960 fue párroco de la Catedral, profesor de liturgia en el Seminario, vicario episcopal para la formación de jóvenes sacerdotes y de liturgia, y rector del Seminario Mayor San Pío X. Al mismo tiempo, también publicó algunas obras.

## Episcopado

### Obispo Auxiliar
El 5 de junio de 1971 fue nombrado Obispo titular de Bocconia y Auxiliar de Bombay. 

Fue consagardo el 29 de junio del mismo año.

### Arzobispo
El 26 de febrero de 1977 Pablo VI le nombró Arzobispo Coadjutor de Bombay y el 11 de septiembre de 1978 se convirtió en arzobispo.
Dos años después, ya como Arzobispo, convocó un sínodo diocesano que fue muy activo en cuestiones pastorales y caritativas, especialmente en la gestión de 12 hospitales y 44 dispensarios, y dedicó mucho esfuerzo a la educación católica.
- Presidente de la Conferencia de Obispos Católicos de la India durante tres mandatos consecutivos hasta 1988.
- Anfitrión de Juan Pablo II durante su visita apostólica a la India en 1986.
- Presidente Delegado de la VIII Asamblea General Ordinaria del Sínodo de los Obispos (30 septiembre-28 de octubre de 1990).

Fue Arzobispo emérito de Bombay desde el de 8 de noviembre de 1996.

### Cardenal
Fue creado y proclamado Cardenal por  San Juan Pablo II en el consistorio del 28 de junio de 1988, con el título de S. Maria Regina Mundi a Torre Spaccata.